# Exatlón México
Exatlón México es la versión mexicana del reality original de Turquía, Exatlón. Producido por Acun Medya Global para TV Azteca. Se estrenó por primera vez el 16 de octubre de 2017 en Azteca 7, teniendo como anfitrión al conductor deportivo Antonio Rosique. Formado por dos equipos, Famosos (Rojos) y Contendientes (Azules), compiten en los diversos circuitos de pruebas físicas y mentales para ganar el premio de dos millones de pesos. El reality show es grabado en playas de República Dominicana, su recaudación es de más de 950 millones de pesos mexicanos. Normalmente inicia a finales del año y termina a inicios del siguiente año.
Ha tenido más de un participante con tricampeonato, Mati Álvarez con 4 campeonatos, Koke Guerrero 3 veces ganador y Heliud Pulido y Patricio Araujo como bicampeones.

## Producción

### Antecedentes
La idea de adquirir Exatlón para la realización de la versión de México surgió a raíz del éxito obtenido con La Isla y en Conquistadores del fin del mundo, realities previamente producidos por TV Azteca.
Se pretendía un formato más deportivo que La Isla, ya que, a pesar de ser exitoso, mucha gente se quejaba de que pasaban mucho tiempo de convivencia y poco tiempo de pruebas físico-atléticas.

### Preproducción
La preproducción del show comenzó en enero del 2017. Se eligió la sede de República Dominicana por contrato, y se eligió a Antonio Rosique como conductor estelar.
Posteriormente se fueron concretando los fichajes de los famosos. En un principio se tenían contemplados a Bofo Bautista, Jorge Kagwachi y Paola Espinoza, pero al no concretarlos por diferentes motivos, se terminó por contratar a Zoraida Gómez, Matías Vuoso y Jorge "El Travieso" Arce.

### Casting
El casting para ser parte se abrió en internet el 15 de mayo. En él hubo controversia, ya que se eligió a una exhabitante de la casa de Big Brother México, reality de Televisa, la principal competencia de TV Azteca, para la primera temporada.

### Estreno
La fecha de estreno estaba prevista para el 22 de septiembre, sin embargo, se tuvo que retrasar cerca de un mes por los huracanes Irma y María en el Caribe, y por el Terremoto de Morelos de 2017 en México.

### Final
La final de Exatlón fue transmitida el 11 de marzo. Contó con la aparición de la mayoría de los participantes que compitieron a lo largo de la contienda, en la primera temporada.

## Formato

### Circuitos (prueba diaria)
Consta de realizar una carrera enfrentándose los dos equipos participantes azules contendientes -héroes/conquistadores- vs rojos famosos -guardianes/titanes-), en donde el objetivo es obtener diez puntos logrados por series de carreras de un participante por equipo enfrentando solo mujer contra mujer y hombre contra hombre (mixto en versiones All Star); estos participantes eligen su oponente durante varias rondas si es necesario. Los enfrentamientos se llevan a cabo en diferentes circuitos de varios colores y temáticas, teniendo cada uno diferentes pruebas y obstáculos con dificultad de circunstancia las cuales son preparadas para los once con azules y para los once rojos.

### Exatlón 2 x 2
Batalla en donde dos participantes por equipo, siendo un hombre y una mujer, (en algunas ocasiones) hombre y hombre o mujer y mujer; compiten en un circuito por turnos hasta conseguir cinco puntos para ganar e ir con $750 dominicanos al restaurante de la villa para todo el equipo, esto sucedió en la primera temporada; en la segunda temporada se jugaba de la misma modalidad, pero esta vez se jugaba por un premio para todo el equipo.

### Exatlón 4 x 4
Batalla en donde cuatro participantes por equipo, siendo dos hombre y dos mujer, compiten en un circuito por turnos hasta conseguir siete puntos para ganar un premio para todo el equipo.

### Alojamiento
Primera temporada: Hay dos tipos de alojamiento, por una parte la fortaleza, con todas las comodidades de un hotel, cuenta con camas individuales y aire acondicionado, así como un baño y regadera, por otra parte está el campamento el cual solo tiene tres paredes, un techo y que está al aire libre. Los dos equipos pelean por ganar la fortaleza por un periodo de tres a cuatro días, es decir dos veces por semana.
Segunda-Quinta temporada: En está ocasión hay una fortaleza con todos los lujos de una casa, la cual cuenta con cuartos con camas individuales, aire acondicionado, sala, comedor, cocina, alberca, cancha de voleibol y vista al mar. 
Sexta temporada-Octava temporada: En la sexta edición se cambia la casa que habitualmente se utilizaba como fortaleza, ahora llamada Villa 360° debido a que comparte la nueva fortaleza y campamento en forma de media luna cada uno. 

## Temporadas
| Número de Temporada | Nombre de la Temporada       | Transmisión             | Transmisión           | Programas | Participantes | Locación             | Primer Lugar      | Segundo Lugar     | Tercer Lugar       | Cuarto Lugar       |
| Número de Temporada | Nombre de la Temporada       | Inicio                  | Final                 | Programas | Participantes | Locación             | Primer Lugar      | Segundo Lugar     | Tercer Lugar       | Cuarto Lugar       |
| ------------------- | ---------------------------- | ----------------------- | --------------------- | --------- | ------------- | -------------------- | ----------------- | ----------------- | ------------------ | ------------------ |
| 1                   | Famosos vs Contendientes     | 16 de octubre de 2017   | 11 de marzo de 2018   | 105       | 25            | República Dominicana | Ernesto Cázares   | Daniel Corral     | El Hijo de Octagón | Óscar Cano         |
| 1                   | Famosos vs Contendientes     | 16 de octubre de 2017   | 11 de marzo de 2018   | 105       | 25            | República Dominicana | Macky González    | Ana Lago          | Kenia Lechuga      | Gloria Murillo     |
| 2                   | Famosos vs Contendientes     | 13 de agosto de 2018    | 11 de febrero de 2019 | 129       | 38            | República Dominicana | Aristeo Cázares   | Pato Araujo       | Javier Márquez     | Yusef Farah        |
| 2                   | Famosos vs Contendientes     | 13 de agosto de 2018    | 11 de febrero de 2019 | 129       | 38            | República Dominicana | Aidee Hernández   | Evelyn Guijarro   | Natali Brito       | Carmelita Correa   |
| 3                   | Famosos vs Contendientes     | 19 de agosto de 2019    | 16 de marzo de 2020   | 153       | 41            | República Dominicana | Heliud Pulido     | Heber Gallegos    | Christian Anguiano | David Juárez       |
| 3                   | Famosos vs Contendientes     | 19 de agosto de 2019    | 16 de marzo de 2020   | 153       | 41            | República Dominicana | Mati Álvarez      | Casandra Ascencio | Jazmín Hernández   | Melisa Ramos       |
| 4                   | Titanes vs Héroes            | 1 de septiembre de 2020 | 4 de abril de 2021    | 157       | 38            | República Dominicana | Pato Araujo       | Javier Márquez    | Heliud Pulido      | Christian Anguiano |
| 4                   | Titanes vs Héroes            | 1 de septiembre de 2020 | 4 de abril de 2021    | 157       | 38            | República Dominicana | Mati Álvarez      | Evelyn Guijarro   | Casandra Ascencio  | Zudikey Rodríguez  |
| 5                   | Guardianes vs Conquistadores | 16 de agosto de 2021    | 30 de enero de 2022   | 123       | 41            | República Dominicana | Koke Guerrero     | David Juárez      | Heber Gallegos     | Ramiro Garza       |
| 5                   | Guardianes vs Conquistadores | 16 de agosto de 2021    | 30 de enero de 2022   | 123       | 41            | República Dominicana | Marysol Cortés    | Zudikey Rodríguez | Nataly Gutiérrez   | Ximena Duggan      |
| AS1                 | All Star                     | 31 de enero de 2022     | 1 de mayo de 2022     | 70        | 17            | República Dominicana | Koke Guerrero     | Heliud Pulido     | Mati Álvarez       | David Juárez       |
| 6                   | Famosos vs Contendientes     | 3 de octubre de 2022    | 5 de febrero de 2023  | 97        | 26            | República Dominicana | Andrés Fierro     | Fogel Negrete     | Pato González      | Josué Menéndez     |
| 6                   | Famosos vs Contendientes     | 3 de octubre de 2022    | 5 de febrero de 2023  | 97        | 26            | República Dominicana | Liliana Hernández | Valeria Payén     | Estephanie Solís   | Tzasna Carrasco    |
| AS2                 | All Star                     | 6 de febrero de 2023    | 19 de mayo de 2023    | 88        | 22            | República Dominicana | Koke Guerrero     | Mati Álvarez      | David Juárez       | Heliud Pulido      |
| 7                   | La Nueva Era                 | 6 de noviembre de 2023  | 10 de marzo de 2024   | 108       | 26            | República Dominicana | Pato Araujo       | Andrés Fierro     | Heliud Pulido      | Javier Márquez     |
| 7                   | La Nueva Era                 | 6 de noviembre de 2023  | 10 de marzo de 2024   | 108       | 26            | República Dominicana | Mati Álvarez      | Liliana Hernández | Paulette Gallardo  | Andrea Medina      |
| 8                   | Rojos vs Azules              | 21 de octubre de 2024   | 23 de marzo de 2025   | 132       | 32            | República Dominicana | Mario Osuna       | Koke Guerrero     | Heliud Pulido      | Christian Carrillo |
| 8                   | Rojos vs Azules              | 21 de octubre de 2024   | 23 de marzo de 2025   | 132       | 32            | República Dominicana | Evelyn Guijarro   | Ingrid Treviño    | Doris del Moral    | Andrea Medina      |

### Primera temporada (2017-18): Famosos vs contendientes
- Gran Estreno: 16 de octubre de 2017.
- Gran Final: 11 de marzo de 2018.

La final de la primer edición se disputaron el premio Macky González y Ernesto Cázares siendo los únicos 2 participantes mujer y hombre más no en rama femenil y varonil, con votación mediante mensaje de texto móvil.
| Lugar | Participante                     | Edad | Ocupación                         | Equipo        | Resultado                      | Efectividad |
| ----- | -------------------------------- | ---- | --------------------------------- | ------------- | ------------------------------ | ----------- |
| 01°   | Macky Gonzalez                   | 28   | Velocista                         | Contendientes | Campeona 11-Mar-2018           | 55.26%      |
| 01°   | Ernesto Cázares                  | 18   | Parkour                           | Contendientes | Campeón 11-Mar-2018            | 48.44%      |
| 02°   | Daniel Corral                    | 28   | Gimnasia                          | Famosos       | Finalista 8 - Mar - 2018       | 61.84%      |
| 03°   | Ana Lago                         | 22   | Gimnasia                          | Famosos       | Finalista 7 - Mar - 2018       | 50.96%      |
| 04°   | El Hijo de Octagón               | 26   | Luchador profesional              | Famosos       | Semifinalista 4 - Mar- 2018    | 55.85%      |
| 05°   | Kenia Lechuga                    | 23   | Atleta de Remo                    | Famosos       | Semifinalista 25 - Feb - 2018  | 48.22%      |
| 06°   | Gloria Murillo                   | 22   | Velocista y Modelo Fitness        | Famosos       | 19º Eliminada 11 - Feb - 2018  | 45.83%      |
| 07°   | Doris del Moral                  | 22   | Patinadora sobre ruedas           | Contendientes | 18º Eliminada 04 - Feb - 2018  | 58.63%      |
| 08°   | Óscar Cano                       | 25   | Actor y Conductor de televisión   | Contendientes | 17º Eliminado 28 - Ene - 2018  | 31.06%      |
| 09°   | Antonieta Gaxiola                | 20   | Ciclista Profesional              | Contendientes | 16º Eliminada 21 - Ene - 2018  | 57.30%      |
| 10°   | Ilianovich “Nano” Chalo          | 35   | Artemarcialista                   | Contendientes | 15° Eliminado 14 - Ene - 2018  | 39.58%      |
| 11°   | Rommel Pacheco                   | 31   | Clavadista Profesional            | Famosos       | 14° Eliminado 02 - Ene - 2018  | 57.76%      |
| 12°   | Marco Antonio "Pikolín" Palacios | 36   | Exfutbolista                      | Famosos       | 13° Eliminado 16 - Dic - 2017  | 47.82%      |
| 13°   | Pascal Nadaud                    | 27   | Jugador de Rugby                  | Contendientes | 12º Eliminado 09 - Dic - 2017  | 54.09%      |
| 14°   | Eduardo Ávila                    | 30   | Judoca                            | Contendientes | 11° Eliminado 02 - Dic - 2017  | 32.30%      |
| 15°   | Natalia Valenzuela               | 28   | Actriz y Conductora de televisión | Famosos       | 10.ª Eliminada 29 - Nov - 2017 | 23.94%      |
| 16°   | Zoraida Gómez                    | 32   | Actriz y Cantante                 | Famosos       | 9ª Eliminada 27 - Nov - 2017   | 19.35%      |
| 17°   | Daphne Montesinos                | 25   | Calistenia                        | Contendientes | 8ª Eliminada 25 - Nov - 2017   | 54.16%      |
| 18°   | Jorge “El Travieso” Arce         | 38   | Exboxeador                        | Famosos       | 7º Eliminado 18 - Nov - 2017   | 22.22%      |
| 19°   | Alberto Morales                  | 40   | Vendedor y Promotor               | Contendientes | 6° Eliminado 15 - Nov - 2017   | 36.66%      |
| 20°   | Liz Vega                         | 40   | Bailarina y Actriz                | Famosos       | 5ª Eliminada 11 - Nov - 2017   | 23.68%      |
| 21°   | Manoly Díaz                      | 24   | Ciclista y Modelo                 | Contendientes | 4° Eliminado 06 - Nov - 2017   | 45.45%      |
| 22°   | Matías Vuoso                     | 35   | Exfutbolista                      | Famosos       | 3° Eliminado 04 - Nov - 2017   | 31.25%      |
| 23°   | Arely Muciño                     | 28   | Boxeadora                         | Famosos       | 2ª Eliminada 28 - Oct - 2017   | 17.64%      |
| 24°   | Shira Casar                      | 32   | Fisicoculturista                  | Contendientes | 1° Eliminada 21 - Oct - 2017   | 30.00%      |

#### Capitanes y Leyenda
| Capitán rojo           | Capitán azul                     |
| ---------------------- | -------------------------------- |
| Marco Antonio Palacios | Pascal Nadaud                    |
| Rommel Pacheco         | Ilianovich Chalo                 |
| Ana Lago               | Doris del Moral                  |
|                        | Ernesto Cázares / Macky González |

|  | Eliminación común |  | Eliminación por lesión |  | Eliminación por romper reglas |  | Abandono de la competencia |  | Semifinalista |  | Finalista |  | Campeón |

- Para el programa número 11, llegan dos nuevos integrantes, Daniel Corral, quien se incorpora al equipo de famosos; y Eduardo Ávila, quien se incorpora al equipo de contendientes.
- Manoly Díaz es eliminado de la competencia debido a una fuerte lesión.
- Alberto Morales es eliminado por romper las reglas del juego.
- Zoraida Gómez es eliminada de la competencia debido a una fuerte lesión.
- Natalia Valenzuela es eliminada de la competencia debido a una fuerte lesión.
- En el programa 33, se integran tres nuevos atletas, Kenia Lechuga y Gloria Murillo al equipo de los Famosos (sustituyendo a Natalia Valenzuela y a Zoraida Gómez), mientras que en el equipo de Contendientes se integra Óscar Cano, (sustituyendo a Manoly Díaz).
- En el programa 57, Rommel Pacheco abandona voluntariamente la competencia para prepararse para los Juegos Olímpicos de Tokio 2020

### Segunda temporada (2018-19): Famosos vs contendientes
- Gran Estreno: 13 de agosto de 2018.
- Super Final: 11 de febrero de 2019.

| Lugar General | Participante          | Edad | Ocupación              | Equipo Original | Segunda Etapa  | Medallas Ganadas                     | Resultado                     | Efectividad Final |
| ------------- | --------------------- | ---- | ---------------------- | --------------- | -------------- | ------------------------------------ | ----------------------------- | ----------------- |
| 1°            | Aristeo Cázares       | 23   | Parkour                | Famosos         | Exatlón México | 8+3(ME)                              | Ganador                       | 58.87%            |
| 1°            | Aidee Hernández       | 24   | Esgrima                | Contendientes   | Exatlón México | 1                                    | Ganadora                      | 49.76%            |
| 2°            | Evelyn Guijarro       | 21   | Lanzadora de Jabalina  | Contendientes   | Exatlón México | 5                                    | Finalista 11 - Feb - 2019     | 59.42%            |
| 3°            | Patricio Araujo       | 30   | Futbolista             | Famosos         | Exatlón México | 3                                    | Finalista 11 - Feb - 2019     | 62.02%            |
| 4°            | Javier Márquez        | 27   | Funcional              | Contendientes   | Exatlón México | 3                                    | Semifinalista 08 - Feb - 2019 | 45.95%            |
| 5°            | Natali Brito          | 29   | Velocista              | Contendientes   | Exatlón México | 4                                    | Semifinalista 08 - Feb - 2019 | 52.01%            |
| 6°            | Yusef Farah           | 27   | Judo                   | Contendientes   | Exatlón México | 4                                    | 32° Eliminado 01 - Feb - 2019 | 45.59%            |
| 7°            | Carmelita Correa      | 30   | Salto con garrocha     | Famosos         | Exatlón México | 2                                    | 31° Eliminada 31 - Ene - 2019 | 47.32%            |
| 8°            | Daniel Noyola         | 28   | Ciclista de montaña    | Contendientes   |                | 2                                    | 30° Eliminado 25 - Ene - 2019 | 46.70%            |
| 9°            | Zudikey Rodríguez     | 31   | Velocista              | Famosos         | 8+2 (ME)       | 29º Eliminada 15 - Ene - 2019        | 59.11%                        |                   |
| 10°           | Patrick Loliger       | 33   | Remero                 | Famosos         | 1              | 28° Eliminado 14 - Ene - 2019        | 45.68%                        |                   |
| 11°           | Ximena Buenfil        | 26   | Patinadora y Triatleta | Contendientes   | 1              | 27° Eliminada 28 - Dic - 2018        | 41.66%                        |                   |
| 12°           | Alejandro Mendoza     | 18   | Gimnasta               | Contendientes   | 0              | 26° Eliminado 14 - Dic - 2018        | 37.62%                        |                   |
| 13°           | Ana Laura González    | 19   | Surfista               | Famosos         | 0              | 25° Eliminada 07 - Dic - 2018        | 37.90%                        |                   |
| 14°           | Lino Muñoz            | 27   | Bádminton              | Famosos         | 0              | 24° Eliminado 30 - Nov - 2018        | 38.09%                        |                   |
| 15°           | Diana Casillas        | 20   | Gimnasta Rítmica       | Contendientes   | 0              | 23° Eliminada 23 - Nov - 2018        | 41.66%                        |                   |
| 16°           | Dragon Lee            | 23   | Lucha Libre            | Famosos         | 0              | 22° Eliminado 20 - Nov - 2018        | 46.78%                        |                   |
| 17°           | Iza Daniela Flores    | 24   | Velocista              | Famosos         | 0              | 21° Eliminado 16 - Nov - 2018        | 41.33%                        |                   |
| 18°           | Misael Rodríguez      | 24   | Boxeador               | Famosos         | 2              | 20° Eliminado 09 - Nov - 2018        | 62.26%                        |                   |
| 19°           | Eduardo Moreno        | 24   | Triatlón               | Contendientes   | 0              | 19° Eliminado 02 - Nov - 2018        | 10%                           |                   |
| 20°- 26°      | Andrea Arochi         | 31   | Pádel                  | Contendientes   | 4+1(ME)        | 12°- 18° Abandonaron 19 - Oct - 2018 | 54.87%                        |                   |
| 20°- 26°      | Gonzalo Pons          | 25   | Rugby                  | Contendientes   | 1              | 12°- 18° Abandonaron 19 - Oct - 2018 | 52.63%                        |                   |
| 20°- 26°      | Irving Acosta         | 24   | BMX                    | Contendientes   | 1              | 12°- 18° Abandonaron 19 - Oct - 2018 | 44.32%                        |                   |
| 20°- 26°      | Isabel Delgado        | 31   | Nado Sincronizado      | Contendientes   | 1              | 12°- 18° Abandonaron 19 - Oct - 2018 | 57.95%                        |                   |
| 20°- 26°      | Marco Beltrán         | 32   | Artes Marciales Mixtas | Contendientes   | 0              | 12°- 18° Abandonaron 19 - Oct - 2018 | 26.31%                        |                   |
| 20°- 26°      | Oziel Muñoz           | 27   | Artes Marciales Mixtas | Contendientes   | 3              | 12°- 18° Abandonaron 19 - Oct - 2018 | 50%                           |                   |
| 20°- 26°      | Paola Vásquez         | 22   | Atletista              | Contendientes   | 0              | 12°- 18° Abandonaron 19 - Oct - 2018 | 42.85%                        |                   |
| 27°           | Alely Hernández       | 27   | Esgrimista             | Famosos         | 1              | 11.ª Eliminada 12 - Oct - 2018       | 51.76%                        |                   |
| 28°           | Karen Pérez           | 19   | Atleta en Crossfit     | Contendientes   | 0              | 10.ª Eliminada 05 - Oct - 2018       | 40.62%                        |                   |
| 29°           | Mariano Razo          | 19   | Gimnasta               | Famosos         | 0              | 9° Eliminado 28 - Sep - 2018         | 50%                           |                   |
| 30°           | Iridia Salazar Blanco | 36   | Taekwondorina          | Famosos         | 0              | 8ª Eliminada 21 - Sep - 2018         | 46.15%                        |                   |
| 31°           | Jorge Martínez        | 30   | Patinador              | Famosos         | 0              | 7° Eliminado 14 - Sep - 2018         | 18.75%                        |                   |
| 32°           | Kenneth Broissin      | 23   | Parkour                | Contendientes   | 0              | 6ª Eliminado 07 - Sep - 2018         | 33%                           |                   |
| 33°           | Jahir Ocampo          | 28   | Clavadista             | Famosos         | 0              | 5° Eliminado 07 - Sep - 2018         | 62.96%                        |                   |
| 34°           | Tamara Vega           | 25   | Pentatleta             | Famosos         | 0              | 4ª Eliminada 31 - Ago - 2018         | 12.50%                        |                   |
| 35°           | Julio García          | 23   | Futbolista             | Contendientes   | 0              | 3° Eliminado 31 - Ago - 2018         | 0%                            |                   |
| 36°           | Linda Soltero         | 24   | Exgimnasta             | Contendientes   | 0              | 2ª Eliminada 24 - Ago - 2018         | 46.66%                        |                   |
| 37°           | Miguel Ángel Sánchez  | 27   | Corredor               | Contendientes   | 0              | 1° Eliminado 17 - Ago - 2018         | 37.50%                        |                   |

- Por primera vez en la historia de Exatlón México no hubo capitán en ningún equipo.
- En el programa número 9, llegaron cuatro nuevos integrantes Tamara Vega y Jorge Luis Martínez, quienes se incorporaron al equipo de Famosos; y Natali Brito y Gonzalo Pons quienes se incorporan al equipo de Contendientes.
- En el programa 15, Kenneth Broissin se integra al equipo de contendientes para sustituir la salida de Julio García Lugo por una lesión en el hombro.
- En el programa 22, se integra Aristeo Cázares al equipo de los famosos para sustituir la salida de Jahir Ocampo tras una lesión en la rodilla.
- En el programa 29, llegaron dos nuevos integrantes Mariano Razo quien a incorporó a Famosos, y Marco Beltrán quien se incorpora a Contendientes.
- En el programa 33 llegaron dos nuevas integrantes, Iza Daniela Flores para el equipo de los Famosos, y Paola Vázquez para el equipo de los Contendientes.
- Después de la llegada de Iza Daniela Flores y Paola Vázquez, Antonio Rosique anunció que ya no habrían refuerzos a menos que se presente una lesión.
- En el programa 49 Antonio Rosique anuncia que siete contendientes abandonan las playas después del accidente en Punta Cana, quienes fueron Paola Vázquez, Marco Beltrán, Isabel Delgado, Gonzalo Pons, Irving Acosta, Andrea Arochi y Oziel Muñoz Reyes.
- En el programa 50 llegaron los siete nuevos integrantes del equipo de contendientes quienes son: Aidee Hernández, Yusef Farah, Diana Casillas, Eduardo Moreno, Ximena Buenfíl, Daniel Noyola y Alejandro Castro.
- En el programa 72 Dragon Lee II tuvo que Abandonar la competencia por una infección en el oído.
- En el programa 73 Lino Muñoz se integra al equipo de los Famosos reemplazando a Dragon Lee II por una infección en el oído.
- En el programa 110 Zudikey Rodríguez tuvo que abandonar la competencia por una fractura en el peroné

### Tercera temporada (2019-20): Famosos vs contendientes
- Gran Estreno: 19 de agosto de 2019.
- Súper Final: 16 de marzo de 2020.

| Lugar General | Participante                                     | Edad | Ocupación                | Equipo Original | Segunda Etapa  | Lingotes Ganados | Medallas Ganadas | Pruebas Personales            | Resultado                       | Efectividad Final |
| ------------- | ------------------------------------------------ | ---- | ------------------------ | --------------- | -------------- | ---------------- | ---------------- | ----------------------------- | ------------------------------- | ----------------- |
| 01°           | Mati Álvarez © Puebla, Puebla.                   | 23   | Heptatleta               | Famosos         | Exatlón México | 1                | 6+3 (SM)         | 1                             | Campeona 16 - Mar - 2020        | 70.57%            |
| 01°           | Heliud Pulido Tuxpan, Veracruz.                  | 24   | Canotaje                 | Famosos         | Exatlón México | 1                | 4+1 (SM)         | 1                             | Campeón 16 - Mar - 2020         | 61.71%            |
| 02°           | Heber Gallegos Ojinaga, Chihuahua.               | 27   | Atletismo                | Famosos         | Exatlón México | 0                | 4+3 (SM)         | 0                             | Finalista 16 - Mar - 2020       | 60.53%            |
| 03°           | Casandra Ascencio Guadalajara, Jalisco.          | 29   | Baloncesto               | Contendientes   | Exatlón México | 0                | 1                | 0                             | Finalista 16 - Mar - 2020       | 54.48%            |
| 04°           | Christian Anguiano Guadalajara, Jalisco.         | 24   | Lucha Olímpica           | Contendientes   | Exatlón México | 0                | 0                | 2                             | Semifinalista 15 - Mar - 2020   | 56.09%            |
| 05°           | Jazmín Hernández Guadalajara, Jalisco.           | 25   | Rugby                    | Famosos         | Exatlón México | 0                | 1                | 1                             | Semifinalista 15 - Mar - 2020   | 48.56%            |
| 06°           | David Juárez Mérida, Yucatán.                    | 22   | Gimnasta                 | Contendientes   | Exatlón México | 1                | 3                | 1                             | Cuartofinalista 12 - Mar - 2020 | 49.59%            |
| 07°           | Melisa Ramos Guadalajara, Jalisco.               | 22   | Futbolista               | Famosos         | Exatlón México | 0                | 7+1 (SM)         | 0                             | Cuartofinalista 12 - Mar - 2020 | 53.06%            |
| 08°           | Marysol Cortés Guadalajara, Jalisco.             | 23   | Fútbol y Box             | Contendientes   |                | 0                | 2                | 2                             | 33° Eliminada 8 - Mar - 2020    | 50.76%            |
| 09°           | Mauricio López CDMX                              | 29   | Parkour                  | Famosos         | 0              | 3                | 0                | 32° Eliminado 1 - Mar - 2020  | 46.88%                          |                   |
| 10°           | Keno Martell © Monterrey, Nuevo León             | 25   | Fútbol Americano         | Contendientes   | 2              | 4                | 0                | 31° Eliminado 21 - Feb - 2020 | 48.35%                          |                   |
| 11°           | Michell Tanori Hermosillo, Sonora                | 21   | Lucha Grecorromana       | Contendientes   | 0              | 0                | 0                | 30° Eliminada 14 - Feb - 2020 | 45.92%                          |                   |
| 12°           | Yussely Soto Los Mochis, Sinaloa                 | 28   | Ciclismo                 | Famosos         | 0              | 1                | 0                | 29° Eliminada 13 - Feb - 2020 | 44.52%                          |                   |
| 13°           | Parejita López CDMX                              | 39   | Exfutbolista             | Famosos         | 0              | 3+1 (SM)         | 0                | 28° Eliminado 5 - Feb - 2020  | 57.19%                          |                   |
| 14°           | Mariana Ugalde CDMX                              | 26   | Bádminton                | Famosos         | 0              | 0+1 (SM)         | 0                | 27° Eliminada 31 - Ene - 2020 | 45.74%                          |                   |
| 15°           | Laredo Kid Nuevo Laredo, Tamaulipas              | 33   | Luchador                 | Famosos         | 0              | 0                | 0                | 26° Eliminado 24 - Ene - 2020 | 35.18%                          |                   |
| 16°           | Chris Mireles Guadalajara, Jalisco.              | 27   | BMX                      | Contendientes   | 0              | 0                | 0                | 25° Eliminado 17 - Ene - 2020 | 41.21%                          |                   |
| 17°           | Lilian Borja Tijuana, Baja California            | 21   | Atletismo                | Contendientes   | 0              | 0                | 0                | 24° Eliminada 10 - Ene - 2020 | 51.19%                          |                   |
| 18°           | Pame Verdirame CDMX                              | 22   | Futbolista               | Famosos         | 0              | 0                | 0                | 23° Eliminada 03 - Ene - 2020 | 43.36%                          |                   |
| 19°           | Jaír Guerra Chihuahua, Chihuahua                 | 20   | Parkour                  | Contendientes   | 0              | 1                | 0                | 22° Eliminado 27 - Dic - 2019 | 45.95%                          |                   |
| 20°           | Adrián Medrano Aguascalientes, Aguascalientes    | 29   | Paracaidismo             | Famosos         | 0              | 0                | 0                | 21° Eliminado 13 - Dic - 2019 | 33.33%                          |                   |
| 21°           | Karina Nieblas El Fuerte, Sinaloa                | 30   | Running                  | Contendientes   | 0              | 0                | 0                | 20° Eliminada 6 - Dic - 2019  | 43.75%                          |                   |
| 22°           | Jenny García Mazatlán, Sinaloa                   | 37   | Bailarina                | Famosos         | 0              | 0                | 0                | 19° Eliminada 29 - Nov - 2019 | 25%                             |                   |
| 23°           | Myzteziz Jr Puerto Vallarta, Jalisco             | 26   | Luchador                 | Contendientes   | 0              | 0                | 0                | 16° Eliminado 22 - Nov - 2019 | 31.57%                          |                   |
| 24°           | Stephania Gómez ✟ (1991-2021) Tapachula, Chiapas | 27   | Jiu Jitsu                | Contendientes   | 0              | 2                | 1                | 17° Eliminada 19 - Nov - 2019 | 44.67%                          |                   |
| 25°           | Carlos Martell Monterrey, Nuevo León             | 28   | Futbol Americano         | Famosos         | 0              | 0                | 0                | 16° Eliminado 8 - Nov - 2019  | 33.33%                          |                   |
| 26°           | Carolina Mendoza CDMX                            | 22   | Clavadista               | Famosos         | 0              | 0                | 0                | 15° Eliminada 7 - Nov - 2019  | 48.57%                          |                   |
| 27°           | Gina Torres Guadalajara, Jalisco.                | 23   | Gimnasta                 | Contendientes   | 0              | 0                | 0                | 14° Eliminada 1 - Nov - 2019  | 42.73%                          |                   |
| 28°           | Fernando Casanova CDMX                           | 40   | Carreras con Obstáculos  | Contendientes   | 0              | 0                | 0                | 13° Eliminado 25 - Oct - 2019 | 44.64%                          |                   |
| 29°           | Kennya Pacheco Mérida, Yucatán.                  | 31   | Triatleta                | Contendientes   | 0              | 0                | 0                | 12° Eliminada 18 - Oct - 2019 | 25.92%                          |                   |
| 30°           | José Luis Macías Tala, Jalisco                   | 25   | Calistenia               | Contendientes   | 0              | 0                | 0                | 11° Eliminado 11 - Oct - 2019 | 39.36%                          |                   |
| 31°           | Paola Fuentes Ciudad de México                   | 31   | Entrenadora de Atletismo | Contendientes   | 1              | 0                | 0                | 10° Eliminada 4 - Oct - 2019  | 46.96%                          |                   |
| 32°           | Esmeralda Ugalde Río Verde, San Luis Potosí      | 27   | Cantante y Actriz        | Famosos         | 0              | 0                | 0                | 9° Eliminada 27 - Sep - 2019  | 41.17%                          |                   |
| 33°           | Adriana Jiménez Ciudad de México                 | 34   | Clavadista de Altura     | Contendientes   | 0              | 0                | 0                | 8° Eliminada 27 - Sep - 2019  | 38.09%                          |                   |
| 34°           | Ian Juárez Mérida, Yucatán                       | 22   | Gimnasta                 | Contendientes   | 0              | 0                | 0                | 7° Eliminado 20 - Sep - 2019  | 42.22%                          |                   |
| 35°           | Amaranta Torres Tijuana, Baja California         | 24   | Gimnasta                 | Famosos         | 0              | 0                | 0                | 6° Eliminada 16 - Sep - 2019  | 54.76%                          |                   |
| 36°           | Javier Rojo Culiacán, Sinaloa                    | 22   | Gimnasta                 | Famosos         | 0              | 0                | 0                | 5° Eliminado 13 - Sep - 2019  | 52.83%                          |                   |
| 37°           | Ingrid Drexel Monterrey, Nuevo León              | 26   | Ciclista                 | Famosos         | 0              | 0                | 0                | 4° Eliminada 06 - Sep - 2019  | 37.14%                          |                   |
| 38°           | Alix Hernández Monterrey, Nuevo León             | 21   | Karate                   | Contendientes   | 2              | 0                | 0                | 3° Eliminada 04 - Sep - 2019  | 61.72%                          |                   |
| 39°           | Kiara Guerrero Querétaro                         | 19   | Parkour                  | Contendientes   | 0              | 0                | 0                | 2° Eliminada 30 - Ago - 2019  | 31.81%                          |                   |
| 40°           | Oscar Kevin Rojas Ciudad de México               | 41   | Futbolista               | Famosos         | 0              | 0                | 0                | 1° Eliminado 23 - Ago - 2019  | 41.66%                          |                   |

Medalla del Capitán Exatlón (©)
Súper Medalla (SM)
|  | Eliminación Común |  | Eliminación por Lesión |  | Cuarto Lugar |  | Tercer Lugar |  | Segundo Lugar |  | Primer Lugar |

- Es la primera edición de Exatlón México en la que participan hermanos gemelos (Ian y David Juárez) y son pertenecientes al mismo equipo.
- En el capítulo 9, se integran dos integrantes, Jaír Guerra en el equipo de Contendientes y Parejita López en el equipo de Famosos.
- En el capítulo 13, se integran dos integrantes, Paola Fuentes al equipo de Contendientes y Mariana Ugalde al equipo de Famosos.
- En el capítulo 13, Alix Hernández abandona la competencia por una lesión en el hombro.
- En el capítulo 15, Ady Jiménez se integra al equipo de Contendientes en reemplazo de Alix Hernández.
- En el capítulo 21, Amaranta Torres abandona la competencia por una lesión en la mano.
- En el capítulo 23, Esmeralda Ugalde se integra al equipo de Famosos en reemplazo de Amaranta Torres.
- En el capítulo 29, se integran dos integrantes, Myzteziz Jr. al equipo de Contendientes y Laredo Kid al equipo de Famosos.
- En el capítulo 30, Ady Jiménez abandona la competencia por una lesión en la rodilla.
- En el capítulo 34, Kennya Pacheco se integra al equipo de Contendientes en reemplazo de Ady Jiménez.
- En el capítulo 46, se integran dos integrantes, Casandra Ascencio al equipo de Contendientes y Pame Verdirame al equipo de Famosos.
- En el capítulo 51, se integran dos integrantes, Christian Anguiano al equipo de Contendientes y Adrián Medrano al equipo de Famosos.
- En el capítulo 52, se integran dos integrantes, Michell Tanori al equipo de Contendientes y Yussely Soto al equipo de Famosos.
- En el capítulo 53, se integran cuatro integrantes, Karina Nieblas y Cristopher Mireles al equipo de Contendientes, y Carlos Martell y Jenny García al equipo de Famosos.
- En el capítulo 59, Carolina Mendoza abandona la competencia por una fractura en la costilla.
- En el capítulo 61, Jazmín Hernández se integra al equipo de Famosos en reemplazo de Carolina Mendoza.
- En el capítulo 67, Stephania Gómez abandona la competencia por una infección respiratoria.
- En el capítulo 76, Lilian Borja se integra al equipo de Contendientes en reemplazo de Stephania Gómez.
- En el capítulo 122, Parejita López abandona la competencia por una dolencia severa.
- En el capítulo 128, Yussely Soto abandona la competencia por una lesión en la pierna.
- El 27 de mayo de 2021 se informó que la participante Stephania Gómez del equipo de contendientes (T3) y héroes (T4) se encontraba internada en el hospital debido al complicaciones del virus provocado por la COVID-19, lamentablemente 3 días después su familia informo a través de sus redes sociales su terrible fallecimiento.

### Cuarta temporada (2020-21): Titanes vs héroes
- Gran Estreno: 1 de septiembre de 2020.
- Gran Final: 4 de abril de 2021.

Por primera vez en la historia del Exatlón participaron competidores de Temporadas Anteriores. Titanes (Famosos Atletas que obtuvieron Más Experiencia Deportiva) y Héroes (Contendientes que lograron destacar por su esfuerzo junto a los grandes del deporte). 
Además debutaron ocho nuevos Contendientes para enfrentar a los Mejores. 
| Lugar General | Nombre                                                           | Edad | Ocupación             | Equipo Original | Segunda Etapa  | Pruebas Olímpicas | Medallas | Famas Ganadas                                               | Resultado                       | Efectividad Final |
| ------------- | ---------------------------------------------------------------- | ---- | --------------------- | --------------- | -------------- | ----------------- | -------- | ----------------------------------------------------------- | ------------------------------- | ----------------- |
| 01°           | Mati Álvarez Puebla, Puebla Famosos 3                            | 24   | Heptatleta            | Titanes         | Exatlón México | 6                 | 9+1(SM)  | 1                                                           | Campeona 04 - Abr - 2021        | 77.23%            |
| 01°           | Patricio Araujo Parral, Colima Famosos 2                         | 35   | Futbolista            | Titanes         | Exatlón México | 6                 | 1+2 (SM) | 0                                                           | Campeón 04 - Abr - 2021         | 64.10%            |
| 02°           | Evelyn Guijarro Guadalajara, Jalisco Contendientes 2             | 23   | Lanzadora de Jabalina | Héroes          | Exatlón México | 8                 | 1        | 0                                                           | Finalista 04 - Abr - 2021       | 55.85%            |
| 03°           | Javier Márquez Guadalajara, Jalisco Contendientes 2              | 28   | Funcional             | Héroes          | Exatlón México | 2                 | 3        | 1                                                           | Finalista 04 - Abr - 2021       | 47.50%            |
| 04°           | Heliud Pulido Túxpan, Veracruz Famosos 3                         | 25   | Canotaje              | Titanes         | Exatlón México | 4                 | 4+1(SM)  | 0                                                           | Semifinalista 01 - Abr - 2021   | 58.35%            |
| 05°           | Casandra Ascencio Guadalajara, Jalisco Contendientes 3           | 30   | Básquetbol            | Héroes          | Exatlón México | 4                 | 2+1(SM)  | 1                                                           | Semifnalista 31 - Mar - 2021    | 54.17%            |
| 06°           | Christian Anguiano Guadalajara, Jalisco Contendientes 3          | 25   | Lucha Olímpica        | Héroes          | Exatlón México | 3                 | 1        | 0                                                           | Cuartofinalista 21 - Mar - 2021 | 45.13%            |
| 07°           | Zudikey Rodríguez Valle de Bravo, Estado de México Famosos 2     | 33   | Velocista             | Titanes         | Exatlón México | 7                 | 2        | 0                                                           | Cuartofinalista 21 - Mar - 2021 | 52.08%            |
| 08°           | Daniel Noyola Aguascalientes, Aguascalientes Contendientes 2     | 30   | Ciclismo              | Héroes          | Exatlón México | 1                 | 3        | 0                                                           | 34° Eliminado 15 - Mar - 2021   | 43.80%            |
| 09°           | Jazmin Hernandez Guadalajara, Jalisco Famosos 3                  | 25   | Rugby                 | Titanes         |                | 1                 | 1+1(SM)  | 0                                                           | 33° Eliminada 14 - Mar - 2021   | 47.00%            |
| 10°           | Aristeo Cázares Coatzacoalcos, Veracruz Famosos 2                | 23   | Parkour               | Titanes         | 2              | 5                 | 0        | 32° Eliminado 11 - Mar - 2021                               | 57.80%                          |                   |
| 11°           | Carmelita Correa Chihuahua, Chihuahua Famosos 2                  | 30   | Salto con garrocha    | Titanes         | 2              | 1                 | 0        | 31° Eliminada 10 - Mar - 2021                               | 33.73%                          |                   |
| 12°           | Doris del Moral Villahermosa, Tabasco Contendientes 1            | 25   | Patinadora            | Héroes          | 4              | 2                 | 0        | 30° Eliminada 7 - Mar - 2021                                | 53.59%                          |                   |
| 13°           | Pascal Nadaud CDMX Contendientes 1                               | 30   | Rugby                 | Héroes          | 4              | 2                 | 0        | 29° Eliminado 28 - Feb - 2021                               | 50.98%                          |                   |
| 14°           | Mauricio López CDMX Famosos 3                                    | 30   | Parkour               | Titanes         | 1              | 1                 | 0        | 28° Eliminado 21 - Feb - 2021 17° Eliminado 6 - Dic - 2020  | 42.90%                          |                   |
| 15°           | Cecilia Álvarez Torreón, Coahuila                                | 27   | Wushu                 | Héroes          | 2              | 0                 | 0        | 27° Eliminada 14 - Feb - 2021 11° Eliminada 1 - Nov - 2020  | 48.10%                          |                   |
| 16°           | Eugenio "Keno" Martell Monterrey, Nuevo León Contendientes 3     | 25   | Fútbol Americano      | Heroes          | 4              | 1                 | 0        | 26° Eliminado 07 - Feb - 2021                               | 42.39%                          |                   |
| 17°           | Ana Lago Monterrey, Nuevo León Famosos 1                         | 24   | Gimnasta Artística    | Titanes         | 2              | 1                 | 0        | 25° Eliminada 31 - Ene - 2021                               | 46.42%                          |                   |
| 18°           | Misael Rodríguez colima, Chihuahua Famosos 2                     | 25   | Luchador Profesional  | Titanes         | 1              | 0                 | 0        | 24° Eliminado 27 - Ene - 2021                               | 34.78%                          |                   |
| 19°           | Samara Alcalá Guadalajara, Jalisco                               | 22   | Futbolista            | Héroes          | 3              | 0                 | 0        | 23° Eliminada 24 - Ene - 2021                               | 37.14%                          |                   |
| 20°           | Ernesto Cázares Coatzacoalcos, Veracruz Contendientes 1          | 21   | Parkour               | Héroes          | 1              | 0                 | 0        | 22° Eliminado 17 - Ene - 2021 14° Eliminado 22 - Nov - 2020 | 41.95%                          |                   |
| 21°           | Pamela Verdirame CDMX Famosos 3                                  | 23   | Futbolista            | Titanes         | 0              | 0                 | 0        | 21° Eliminada 10 - Ene - 2021 5° Eliminada 21 - Sept - 2020 | 28.78%                          |                   |
| 22°           | Valery Carranza Torreón, Coahuila                                | 25   | Tocho Bandera         | Héroes          | 4              | 1+1(SM)           | 0        | 20° Eliminada 3 - Ene - 2021                                | 45.73%                          |                   |
| 23°           | Mariano Razo CDMX Famosos 2                                      | 21   | Gimnasta              | Titanes         | 1              | 0                 | 0        | 19° Eliminado 20 - Dic - 2020                               | 39.47%                          |                   |
| 24°           | Carolina Mendoza CDMX Famosos 3                                  | 23   | Clavadista Olímpica   | Titanes         | 1              | 0                 | 0        | 18° Eliminada 13 - Dic - 2020                               | 21.73%                          |                   |
| 25°           | David Juárez Merida, Yucatán Contendientes 3                     | 23   | Gimnasta              | Héroes          | 5              | 1                 | 0        | 16° Eliminado 30 - Nov - 2020                               | 49.73%                          |                   |
| 26°           | Mariana Ugalde CDMX Famosos 3                                    | 27   | Bádminton             | Titanes         | 0              | 0                 | 0        | 15° Eliminada 29 - Nov - 2020                               | 30.64%                          |                   |
| 27°           | Adrián Medrano Aguascalientes, Aguascalientes Famosos 3          | 30   | Paracaidismo          | Titanes         | 0              | 0+1(SM)           | 0        | 13° Eliminado 15 - Nov - 2020                               | 33.76%                          |                   |
| 28°           | Gloria Murillo San Luis Potosí, San Luis Potosí Famosos 1        | 25   | Velocista             | Titanes         | 0              | 0                 | 0        | 12° Eliminada 8 - Nov - 2020                                | 39.80%                          |                   |
| 29°           | Yusef Farah Guadalajara, Jalisco Contendientes 2                 | 28   | Judo                  | Héroes          | 1              | 0                 | 0        | 10° Eliminado 25 - Oct - 2020                               | 43.42%                          |                   |
| 30°           | Jennifer Rodríguez Valle de Bravo, Estado de México              | 19   | Velocista             | Héroes          | 0              | 1                 | 0        | 9° Eliminada 18 - Oct - 2020                                | 36.11%                          |                   |
| 31°           | Patricio Razo CDMX                                               | 22   | Gimnasta              | Héroes          | 2              | 0                 | 0        | 8° Eliminado 11 - Oct - 2020                                | 45.45%                          |                   |
| 32°           | Patrick Loliger CDMX Famosos 2                                   | 35   | Remero                | Titanes         | 0              | 0                 | 0        | 7° Eliminado 04 - Oct - 2020                                | 40%                             |                   |
| 33°           | Natali Brito Acapulco, Guerrero Contendientes 2                  | 30   | Velocista             | Héroes          | 0              | 0                 | 0        | 6° Eliminada 27 - Sept - 2020                               | 33.33%                          |                   |
| 34°           | Jean Stefano Orsini CDMX                                         | 32   | CrossFit              | Héroes          | 0              | 0                 | 0        | 4° Eliminado 13 - Sept - 2020                               | 14.28%                          |                   |
| 35°           | Stephania Gómez ✟ (1991-2021) Tapachula, Chiapas Contendientes 3 | 28   | Jiu Jitsu Brasileño   | Héroes          | 0              | 0                 | 0        | 3° Eliminada 11 - Sep - 2020                                | 30.43%                          |                   |
| 36°           | Melissa Limones Guadalupe, Zacatecas                             | 24   | Atletismo             | Héroes          | 0              | 0                 | 0        | 2° Eliminada 06 - Sept - 2020                               | 25.00%                          |                   |
| 37°           | Alejandro Campos CDMX                                            | 23   | Exfutbolista          | Héroes          | 0              | 0                 | 0        | 1° Eliminado 02 - Sept - 2020                               | 00.00%                          |                   |

- En el capítulo 6 Natali Brito se integra como refuerzo al equipo de Héroes.
- En el capítulo 10 Stephania Gómez abandona la competencia por una lesión en el tobillo.
- En el capítulo 11 Yusef Farah se integra como refuerzo al equipo de Héroes.
- En el capítulo 21 Javier Márquez se integra como refuerzo al equipo de Héroes.
- En el capítulo 22 Jennifer Rodríguez se integra como refuerzo al equipo de Héroes.
- En el capítulo 24 Casandra Ascencio se integra como reemplazo de Stephania Gómez al equipo de Héroes y Mariana Ugalde se integra como refuerzo al equipo de Titanes.
- En el capítulo 28 Adrián Medrano se integra como refuerzo al equipo de Titanes.
- En el capítulo 45 Eugenio Martell y Doris del Moral integran como refuerzos al equipo de Héroes.
- En el capítulo 56 Carolina Mendoza se integra como refuerzo al equipo de Titanes.
- En el capítulo 57 Christian Anguiano se integra como refuerzo al equipo de Héroes
- En el capítulo 70 David Juárez abandona la competencia por una lesión en la mano izquierda.
- En el capítulo 72 Mariano Razo y Jazmín Hernández se integran como refuerzos al equipo de Titanes y Dan Noyola y Samara Alcalá se integran como refuerzos al equipo de Héroes.
- En el capítulo 75 Antonio Rosique anuncia que por primera vez en la historia del Exatlón el público podrá votar para elegir refuerzos expulsados de la competencia para re-integrarse a ambos equipos.
- En el capítulo 85 Pame Verdirame y Mauricio López se reintegran al equipo de Titanes y Cecilia Álvarez y Ernesto Cazares se re-integran al equipo de Héroes.
- En el capítulo 88 Misael Rodríguez se integra como refuerzo al equipo de Titanes.
- En el capítulo 89, se anuncia que ya no habrá más refuerzos en Exatlón.
- En el capítulo 110 Misael Rodríguez abandona la competencia por una lesión en el hombro.
- En el capítulo 144 Dan Noyola abandona la competencia por una lesión en la nariz, y regresa Javier Márquez en su reemplazo.
- En el capítulo 149 Zudikey Rodríguez abandona la competencia por motivos familiares.
- El 27 de mayo de 2021 se informó que la participante Stephania Gómez✟ estaba internada en el hospital debido al COVID-19, no obstante el 1 de junio de dicho año se informó sobre su lamentable fallecimiento.

### Quinta temporada (2021-22): Guardianes vs conquistadores
- Gran Estreno: 16 de agosto de 2021.
- Gran Final: 30 de enero de 2022.

Esta temporada trae de vuelta a 8 atletas de diferentes temporadas. Los Consagrados Rojos y Azules, junto a sus Herederos, entran a la competencia más importante de Exatlón México; Los Guardianes tienen la misión de defender su lugar como grandes del deporte y Los Conquistadores deben arrebatarles ese logró.
| Lugar General | Nombre                                                                 | Edad | Ocupación               | Equipo Original | Medallas                  | Insignias | Famas Ganadas | Resultado                       | Efectividad Final |
| ------------- | ---------------------------------------------------------------------- | ---- | ----------------------- | --------------- | ------------------------- | --------- | ------------- | ------------------------------- | ----------------- |
| 01°           | Enrique "Koke" Guerrero Culiacán, Sinaloa                              | 24   | Porrista                | Conquistadores  | 1+1(SM)                   | 0         | 1             | Campeón 30 - Ene - 2022         | 68.26%            |
| 01°           | Marysol Cortés Guadalajara, Jalisco Contendientes 3                    | 24   | Box                     | Conquistadores  | 5+1(SM) Máxima Medallista | 1         | 1             | Campeona 30 - Ene - 2022        | 63.69%            |
| 2°            | Zudikey Rodríguez Valle de Bravo, Estado de México Famosos 2 Titanes 4 | 34   | Velocismo               | Guardianes      | 0                         | 0         | 0             | Finalista 30 - Ene - 2022       | 56.44%            |
| 3°            | David Juárez Mérida, Yucatán Contendientes 3 Héroes 4                  | 25   | Gimnasia                | Conquistadores  | 3                         | 4         | 0             | Finalista 30 - Ene - 2022       | 64.03%            |
| 4°            | Heber Gallegos Ojinaga, Chihuahua Famosos 3                            | 28   | Atletismo               | Guardianes      | 1+1(SM)                   | 1         | 0             | Semifinalista 28 - Ene - 2022   | 53.36%            |
| 5°            | Nataly Gutiérrez Guadalajara, Jalisco                                  | 30   | Baloncesto              | Guardianes      | 5+1(SM) Máxima medallista | 1         | 1             | Semifinalista 28 - Ene - 2022   | 53.85%            |
| 6°            | Ramiro Garza Monterrey, Nuevo León                                     | 26   | Calistenia              | Conquistadores  | 0                         | 0         | 0             | Cuartofinalista 26 - Ene - 2022 | 42.26%            |
| 7°            | Ximena Duggan Guadalajara, Jalisco                                     | 28   | Parkour                 | Conquistadores  | 0                         | 0         | 0             | Cuartofinalista 26 - Ene - 2022 | 55.45%            |
| 8°            | Tanya Nuñez Guadalajara, Jalisco                                       | 25   | Velocista               | Conquistadores  | 1                         | 0         | 0             | 33° Eliminada 23 - Ene - 2022   | 55.67%            |
| 9°            | Antonio González Manzanillo, Colima                                    | 24   | Basquetbol              | Guardianes      | 0                         | 1         | 0             | 32° Eliminado 21 - Ene - 2022   | 51.74%            |
| 10°           | Paulina Martínez Guadalajara, Jalisco                                  | 22   | Judoca                  | Guardianes      | 0                         | 2         | 0             | 31° Eliminada 20 - Ene - 2022   | 44.76%            |
| 11º           | Amancay "Macky" González Puebla, Puebla Contendientes 1                | 32   | Velocista y Remo        | Conquistadores  | 1+1(SM)                   | 3         | 1             | 30° Eliminada 19 - Ene - 2022   | 54.57%            |
| 12°           | Uriel Pizarro Tamaulipas, Tamaulipas                                   | 27   | Futbol                  | Conquistadores  | 0                         | 0         | 0             | 29° Eliminado 18 - Ene - 2022   | 29.13%            |
| 13°           | Mariana Khalil Chihuahua, Chihuahua                                    | 27   | Entrenamiento Funcional | Conquistadores  | 0                         | 0         | 0             | 28° Eliminada 16 - Ene - 2022   | 22.34%            |
| 14°           | Jair Cervantes Guadalajara, Jalisco                                    | 21   | Futbol                  | Guardianes      | 0                         | 0         | 0             | 27° Eliminado 14 - Ene - 2022   | 44.11%            |
| 15°           | Daniela Reza Chihuahua, Chihuahua                                      | 21   | Futbol                  | Guardianes      | 0                         | 0         | 0             | 26° Eliminada 09 - Ene - 2022   | 31.11%            |
| 16°           | Yusef Farah Guadalajara, Jalisco Contendientes 2 Héroes 4              | 29   | Judoca                  | Conquistadores  | 1                         | 0         | 0             | 25° Eliminado 07 - Ene - 2022   | 51.51%            |
| 17°           | German Toledo Oaxaca, Oaxaca                                           | 22   | Atletismo               | Guardianes      | 0                         | 0         | 0             | 24° Eliminado 02 - Ene - 2022   | 28.2%             |
| 18°           | Marcela "Yeye" Pérez Monterrey, Nuevo León                             | 24   | Basquetbol              | Guardianes      | 0                         | 1         | 0             | 23° Eliminada 30 - Dic - 2021   | 53.17%            |
| 19°           | Paula Flores Baja California Sur, Baja California                      | 27   | Karate                  | Conquistadores  | 0                         | 0         | 0             | 22° Eliminada 26 - Dic - 2021   | 0.0 %             |
| 20°           | Emilio Rodríguez Yucatán, Quintana Roo                                 | 25   | Entrenamiento Funcional | Guardianes      | 0                         | 0         | 0             | 21° Eliminado 19 - Dic - 2021   | 36.92%            |
| 21°           | Jahir Ocampo Estado de México Famosos 2                                | 31   | Clavadista              | Guardianes      | 0                         | 1         | 0             | 20° Eliminado 14 - Dic - 2021   | 44.62%            |
| 22°           | Maura Martinez Tamaulipas, Tamaulipas                                  | 28   | Voleibol                | Guardianes      | 0                         | 0         | 0             | 19° Eliminada 12 - Dic - 2021   | 46.29%            |
| 23°           | Alan Mendoza Zamora, Michoacán                                         | 27   | Fútbol                  | Guardianes      | 0                         | 1         | 1             | 18° Eliminado 05 - Dic - 2021   | 54.91%            |
| 24°           | Jair Regalado Coatzacoalcos, Veracruz                                  | 20   | Parkour                 | Conquistadores  | 0                         | 0         | 0             | 17° Eliminado 28 - Nov - 2021   | 31.81%            |
| 25°           | Thalia Villavicencio La Paz, Baja California Sur                       | 32   | Beisbol                 | Conquistadores  | 0                         | 0         | 0             | 16° Eliminada 21 - Nov - 2021   | 47.61%            |
| 26°           | Gabriela Espinosa Cancún, Quintana Roo                                 | 24   | Flag Football           | Guardianes      | 0                         | 0         | 0             | 15° Eliminada 14 - Nov - 2021   | 10.0%             |
| 27°           | Briseida Acosta Navolato, Sinaloa                                      | 27   | Taekwondo               | Guardianes      | 0                         | 1         | 1             | 14° Eliminada 07 - Nov - 2021   | 50.0%             |
| 28°           | Daniel Vargas Mérida, Yucatán                                          | 32   | Karate                  | Guardianes      | 1                         | 1         | 0             | 13° Eliminado 31 - Oct - 2021   | 52.02%            |
| 29°           | Osirys López Ciudad Neza, Estado de México                             | 18   | Parkour                 | Conquistadores  | 0                         | 0         | 0             | 12° Eliminado 24 - Oct - 2021   | 37.22%            |
| 30°           | Karina Rodríguez Cholula, Puebla                                       | 36   | Artes Marciales Mixtas  | Conquistadores  | 0                         | 0         | 0             | 11° Eliminada 17 - Oct - 2021   | 37.93%            |
| 31°           | Dulce Figueroa Aguascalientes, Aguascalientes                          | 25   | Frontón                 | Guardianes      | 0                         | 3         | 0             | 10° Eliminado 10 - Oct - 2021   | 45.19%            |
| 32°           | Kevin Cerda Sonora, Sonora                                             | 27   | Gimnasia                | Conquistadores  | 0                         | 0         | 0             | 9° Eliminado 03 - Oct - 2021    | 31.57%            |
| 33°           | Ricardo "El Loco" Arreola Monterrey, Nuevo León                        | 41   | Artes Marciales Mixtas  | Conquistadores  | 0                         | 0         | 0             | 8° Eliminado 30 - Sept - 2021   | 10.81%            |
| 34°           | Yareli Arguijo Monterrey, Nuevo León                                   | 25   | Fútbol Americano        | Conquistadores  | 0                         | 0         | 0             | 7° Eliminada 26 - Sept - 2021   | 26.38%            |
| 35°           | Alejandro "Alex" Alpuche Mérida, Yucatán                               | 21   | Karate                  | Guardianes      | 0                         | 2         | 0             | 6° Eliminado 19 - Sep - 2021    | 32.39%            |
| 36°           | Jonathan García Mérida, Yucatán                                        | 25   | Tenis                   | Conquistadores  | 0                         | 0         | 0             | 5° Eliminado 12 - Sept - 2021   | 33.96%            |
| 37°           | Alely Hernández Guadalajara, Jalisco Famosos 2                         | 30   | Esgrima                 | Guardianes      | 0                         | 0         | 0             | 4° Eliminada 05 - Sept - 2021   | 43.47%            |
| 38°           | Mario Orozco Guadalajara, Jalisco                                      | 27   | Futbolista y Entrenador | Guardianes      | 0                         | 0         | 0             | 3° Eliminado 29 - Ago - 2021    | 35.0%             |
| 39°           | Fernando Stalla Sayulita, Nayarit                                      | 33   | Surf                    | Conquistadores  | 0                         | 0         | 0             | 2° Eliminado 25 - Ago - 2021    | 35.71%            |
| 40°           | Estephanie Solís Estado de México                                      | 26   | Flag Football           | Guardianes      | 0                         | 0         | 0             | 1° Eliminada 22 - Ago - 2021    | 33.33%            |

- En el capítulo 8 Fernando Stalla abandona la competencia debido a una lesión en el tobillo.
- En el capítulo 12 Antonio González se integra como refuerzo al Equipo Guardianes y Ricardo "El Loco" Arreola se integra como reemplazo al Equipo Conquistadores.
- En el capítulo 13 Paulina Martínez se integra como refuerzo al Equipo Guardianes.
- En el capítulo 26 Heber Gallegos se integra como refuerzo al Equipo Guardianes y Kevin Cerda se integra como refuerzo al Equipo Conquistadores.
- En el capítulo 34 Ricardo "El Loco" Arreola abandona la competencia debido a una lesión en la rodilla.
- En el capítulo 38 Karina Rodríguez se integra como Refuerzo al Equipo Conquistadores
- En el capítulo 40 Yusef Farah Se integra como Reemplazo al Equipo Conquistadores.
- En el capítulo 54 Gabriela Espinosa se integra como Refuerzo al Equipo Guardianes.
- En el capítulo 61 Emilio Rodríguez y Maura Martínez se integran como Refuerzos al Equipo Guardianes y Jair Regalado y Thalía Villavicencio se integran como Refuerzos al Equipo Conquistadores.
- En el capítulo 73 Zudikey Rodríguez se integra como Refuerzo al Equipo Guardianes y Mariana Khalil se integra como Refuerzo al Equipo Conquistadores.
- En el capítulo 88 Germán Toledo y Daniela Reza se integran como Refuerzos al Equipo Guardianes y Uriel Pizarro se integra como Refuerzo al Equipo Conquistadores.
- En el capítulo 90 Jair Cervantes se integra como Reemplazo al Equipo Guardianes y Paula Flores se integra como Refuerzo al Equipo Conquistadores.

### Exatlón All Star: Primera Temporada (2022)
- Gran Estreno: 31 de enero de 2022

- Gran Final: 1 de mayo de 2022

Por primera vez, Exatlón All Star, exclusivo para Campeones, Finalistas y Semifinalistas de temporadas anteriores.
| Lugar | Participante | Edad | Ocupación             | Equipo Original | Medallas | Golden One | Resultado                                                 | Efectividad |
| ----- | --- | ---- | --------------------- | --------------- | -------- | ---------- | --------------------------------------------------------- | ----------- |
| 01°   | Enrique "Koke" Guerrero Culiacán, Sinaloa Campeón Temporada 5                                                                 | 24   | Cheerleader           | Azules          | 4        | 1          | Campeón 01 - May - 2022                                   | 55.77%      |
| 02°   | Heliud Pulido Tuxpan, Veracruz Campeón Temporada 3 Semifinalista Temporada 4                                                  | 26   | Canotaje              | Rojos           | 2        | 1          | Subcampeón 01 - May - 2022                                | 51.30%      |
| 03°   | Mati Álvarez Puebla, Puebla Campeona Temporadas 3 y 4                                                                         | 26   | Atletismo             | Rojos           | 2        | 4          | Finalista 01 - May - 2022                                 | 59.69%      |
| 04°   | David Juárez Mérida, Yucatán Cuartofinalista Temporada 3 Participante Temporada 4 Finalista Temporada 5                       | 25   | Gimnasia              | Azules          | 2        | 1          | Semifinalista 29 - Abr - 2022                             | 50.86%      |
| 05°   | Evelyn Guijarro Guadalajara, Jalisco Finalista Temporadas 2 y 4                                                               | 24   | Jabalina              | Azules          | 1        | 0          | Quintafinalista 28 - Abr - 2022                           | 46.93%      |
| 06°   | Patricio "Pato" Araujo Colima, Colima Finalista Temporada 2 Campeón Temporada 4                                               | 34   | Fútbol                | Rojos           | 0        | 1          | Sextofinalista 27 - Abr - 2022                            | 53.95%      |
| 07°   | Javier Márquez Guadalajara, Jalisco Semifinalista Temporada 2 Finalista Temporada 4                                           | 31   | Funcional             | Azules          | 2        | 0          | 13° Eliminado 24 - Abr - 2022                             | 47.43%      |
| 08°   | Aristeo Cázares Xalapa, Veracruz Campeón Temporada 2 Participante Temporada 4                                                 | 26   | Parkour               | Rojos           | 2        | 1          | 12º Eliminado 10 - Abr - 2022                             | 46.06%      |
| 09°   | Doris del Moral Villahermosa, Tabasco Participante Temporadas 1 y 4                                                           | 26   | Patinaje de velocidad | Azules          | 0        | 0          | 11° Eliminada 3 - Abr - 2022 8° Eliminada 13 - Mar - 2022 | 40.72%      |
| 10°   | Nataly Gutiérrez Guadalajara, Jalisco Semifinalista Temporada 5                                                               | 30   | Baloncesto            | Rojos           | 0        | 1          | 10º Eliminada 27 - Mar - 2022                             | 46.97%      |
| 11°   | Zudikey Rodríguez Valle de Bravo, Estado de México Participante Temporada 2 Cuartofinalista Temporada 4 Finalista Temporada 5 | 35   | Velocista             | Rojos           | 1        | 0          | 9º Eliminada 20 - Mar - 2022                              | 46.28%      |
| 12°   | Ana Lago Monterrey, Nuevo León Finalista Temporada 1 Participante Temporada 4                                                 | 26   | Gimnasia              | Rojos           | 0        | 0          | 7º Eliminada 6 - Mar - 2022                               | 28.78%      |
| 13°   | Heber Gallegos Ojinaga, Chihuahua Finalista Temporada 3 Semifinalista Temporada 5                                             | 30   | Velocista             | Rojos           | 1        | 0          | 6° Eliminado 27 - Feb - 2022                              | 48.93%      |
| 14°   | Ximena Duggan CDMX Cuartofinalista Temporada 5                                                                                | 28   | Parkour               | Azules          | 0        | 0          | 5° Eliminada 20 - Feb - 2022                              | 35.29%      |
| 15°   | Ernesto Cázares Xalapa, Veracruz Campeón Temporada 1 Participante Temporada 4                                                 | 22   | Parkour               | Azules          | 0        | 0          | 4° Eliminado 13 - Feb - 2022 2° Eliminado 06 - Feb - 2022 | 28.57%      |
| 16°   | Marysol Cortés Guadalajara, Jalisco Participante Temporada 3 Campeona Temporada 5                                             | 26   | Soccer                | Azules          | 0        | 0          | 3° Eliminada 06 - Feb - 2022                              | 47.62%      |
| 17°   | Amancay "Macky" González Puebla, Puebla Campeona Temporada 1 Participante Temporada 5                                         | 32   | Velocista             | Azules          | 0        | 0          | 1° Eliminada 31 - Ene - 2022                              | 0.00%       |

- En el capítulo 1, Amancay "Macky" González abandona la competencia por recomendación médica.
- En el capítulo 3, Doris del Moral ingresa a la competencia como reemplazo de Amancay "Macky" González, siendo la única participante que no llegó a finales y semifinales en las temporadas donde participó anteriormente.
- En el capítulo 6, Marysol Cortés abandona la competencia por motivos personales.
- En el capítulo 6, después de que Marysol Cortés anunciara su salida de la competencia, Ernesto Cázares que había sido el eliminado en el duelo de eliminación, toma su lugar en la competencia, y por ende se reincorpora a la competencia.

### Sexta temporada (2022-23): Famosos vs contendientes
- Gran Estreno: 3 de octubre de 2022.
- Gran Final: 5 de febrero de 2023.

En esta temporada trae de vuelta a la primera atleta eliminada de la Temporada 5.
| Lugar General | Participante                                   | Edad | Ocupación                              | Equipo        | Medallas Ganadas                    | Resultado                      | Efectividad final |
| 01°           | Andrés Fierro Chihuahua                        | 22   | Parkour                                | Contendientes | 5(Oro)                              | Campeón 5 - Feb - 2023         | 70.15%            |
| 01°           | Liliana Hernández Chihuahua                    | 32   | Atletismo                              | Contendientes | 3 (Oro) 1 (Plata) 1 (Bronce)        | Campeona 5 - Feb - 2023        | 62.25%            |
| 02°           | Valeria Payén Baja California Sur              | 25   | Karate                                 | Famosos       | 1 (Plata) 1 (Bronce)                | Subcampeona 5 - Feb - 2023     | 54.31%            |
| 03°           | Fogel Negrete Michoacán                        | 22   | Atletismo                              | Contendientes | 1 (Oro) 1 (Plata) 3 (Bronce)        | Subcampeón 5 - Feb - 2023      | 48.62%            |
| 04°           | Patricio "Pato" González Ciudad de México      | 22   | Wakeboard                              | Contendientes | 1 (Plata) 1 (Bronce)                | Semifinalista 3 - Feb - 2023   | 42.28%            |
| 05°           | Estephanie Solís Ciudad de México Guardianes 5 | 27   | Fútbol bandera                         | Famosos       | 1 (Oro) 1 (Bronce)                  | Semifinalista 3 - Feb - 2023   | 47.22%            |
| 06°           | Josue Menéndez Chihuahua                       | 32   | Lanzamiento de Jabalina                | Famosos       | 1 (SM) 3 (Oro) 2 (Bronce)           | Cuartofinalista 1 - Feb - 2023 | 51.13%            |
| 07°           | Tzasna Carrasco Veracruz                       | 31   | Jiu-jitsu brasileño                    | Famosos       | 4 (Oro) 1 (SM) 2 (Plata)            | Cuartofinalista 1 - Feb - 2023 | 46.08%            |
| 08°           | Omar "El Negro" Esparza Jalisco                | 34   | Fútbol                                 | Famosos       | 1 (Oro) 2 (Bronce)                  | 18° Eliminado 29 - Ene - 2023  | 48.08%            |
| 09°           | Yahel Castillo Jalisco                         | 35   | Clavados                               | Famosos       | 1 (Plata) 1 (SM) 1 (Bronce)         | 17° Eliminado 15 - Ene - 2023  | 44.68%            |
| 10°           | Dana Castro Baja California                    | 24   | Atletismo                              | Contendientes | 1 (Bronce)                          | 16° Eliminada 11 - Ene - 2023  | 53.33%            |
| 11°           | Yamileth Escárcega Sinaloa                     | 24   | Lanzamiento de Jabalina                | Famosos       | 2 (Oro)                             | 15° Eliminada 08 - Ene - 2023  | 41.96%            |
| 12°           | Roberta "Bobe" de León Nuevo León              | 23   | Baloncesto                             | Contendientes | 3 (Bronce)                          | 14° Eliminada 01 - Ene - 2023  | 30.77%            |
| 13°           | Yann "Lobo" Martín Ciudad de México            | 27   | Poliatleta                             | Famosos       | 2 (Plata)                           | 13° Eliminado 16 - Dic - 2022  | 40%               |
| 14°           | Andrea Medina Jalisco                          | 30   | Básquetbol                             | Contendientes | 1 (SM) 2 (Oro) 2 (Plata) 1 (Bronce) | 12° Eliminada 12 - Dic - 2022  | 63.64%            |
| 15º           | Mayran Cruz Veracruz                           | 21   | Atletismo                              | Famosos       | 1 (Plata)                           | 11° Eliminada 09 - Dic - 2022  | 30%               |
| 16°           | Victor Hernández Ciudad de México              | 27   | Soldado y profesor de educacíon física | Famosos       | 0                                   | 10° Eliminado 02 - Dic - 2022  | 29.82%            |
| 17°           | Emmanuel Chiang Estado de México               | 28   | Calistenia                             | Contendientes | 2 (Oro) 1 (Bronce)                  | 9° Eliminado 25 - Nov - 2022   | 53.26%            |
| 18º           | Fiona Bernal Quintana Roo                      | 23   | Triatlón                               | Contendientes | 1 (Oro)                             | 8° Eliminada 18 - Nov - 2022   | 26.56%            |
| 19°           | Arturo González Coahuila                       | 24   | Entrenamiento funcional                | Contendientes | 0                                   | 7° Eliminado 11 - Nov - 2022   | 33.33%            |
| 20º           | Lizli Patiño Nuevo León                        | 24   | Waterpolo                              | Contendientes | 2 (Bronce)                          | 6° Eliminada 04- Nov - 2022    | 67.80%            |
| 21º           | Saray Orozco Guadalajara, Jalisco              | 30   | Artes marciales mixtas                 | Famosos       | 1 (Plata)                           | 5° Eliminada 04 - Nov - 2022   | 34.69%            |
| 22º           | Verónica Aldrete Jalisco                       | 33   | Bóxeo                                  | Contendientes | 0                                   | 4° Eliminada 28 - Oct - 2022   | 31.57%            |
| 23º           | Germán Sánchez Jalisco                         | 30   | Clavados                               | Famosos       | 1 (Plata)                           | 3° Eliminado 21 - Oct - 2022   | 18.52%            |
| 24º           | Manuel Paniagua Sonora                         | 28   | Waterpolo                              | Contendientes | 0                                   | 2° Eliminado 14 - Oct - 2022   | 45%               |
| 25º           | Dariana García Ciudad de México                | 22   | Atletismo                              | Famosos       | 0                                   | 1° Eliminada 14 - Oct - 2022   | 38.89%            |

- Es la primera vez edición de Exatlón México en la que regresa el primer atleta eliminado (Estephanie Solís) de una temporada.
- En el capítulo 10, Dariana García abandona la competencia por necesitar realizar una cirugía de emergencia.
- En el capítulo 17, Mayran Cruz entra como reemplazo de Dariana García, y Víctor Hernández como refuerzo para los famosos.
- En el capítulo 13, Arturo González entra como refuerzo para los contendientes.
- En el capítulo 24, Roberta de León entra para la competencia como refuerzo para los contendientes.
- En el capítulo 25, Lizli Patiño abandona la competencia tras sufrir una lesión.
- En el capitulo 26, entra Yamileth Escárcega como refuerzo para los famosos.
- En el capitulo 31, entra Dana Castro como remplazo de Lizli Patiño
- En el capítulo 51, Andrea Medina abandona la competencia tras sufrir una lesión en el torneo de futbol.
- En el capítulo 76, Dana Castro abandona la competencia tras sufrir una lesión.

### Exatlón All Star: Segunda Temporada (2023)
- Gran Estreno: 6 de febrero de 2023.
- Gran Final: 19 de mayo de 2023.

| Lugar General | Participante                                                                                         | Edad | Ocupación               | Equipo | Medallas Bronce | Medallas Plata | Medallas Oro | Golden One | Resultado                     | Efectividad final |
| ------------- | --- | ---- | ----------------------- | ------ | --------------- | -------------- | ------------ | ---------- | ----------------------------- | ----------------- |
| 1°            | Koke Guerrero Sinaloa Campeón T-5 Campeón T-AS1                                                      | 26   | Cheerleader             | Azules | 0               | 1              | 4            | 1          | Campeón 19 - May - 2023       | 54.98%            |
| 2°            | Mati Álvarez Puebla, Puebla Campeona T-3 Campeona T-4 Finalista T-AS1                                | 27   | Heptatlón               | Rojos  | 0               | 0              | 4            | 3          | Subcampeona 19- May - 2023    | 64.38%            |
| 3°            | David Juárez Mérida, Yucatán Cuartofinalista T-3 Participante T-4 Subcampeón T-5 Semifinalista T-AS1 | 26   | Gimnasia                | Azules | 2               | 1              | 2            | 0          | Finalista 19 - May - 2023     | 54.94%            |
| 4°            | Heliud Pulido Tuxpan, Veracruz Campeón T-3 Semifinalista T-4 Subcampeón T-AS1                        | 27   | Canotaje                | Rojos  | 1               | 2              | 1            | 4          | Semifinalista 18 - May - 2023 | 59.37%            |
| 5°            | Andrés Fierro Chihuahua Campeón T-6                                                                  | 22   | Pakuor                  | Azules | 1               | 1              | 4            | 0          | Semifinalista 17 - May - 2023 | 48.18%            |
| 6°            | Evelyn Guijarro Guadalajara, Jalisco Subcampeona T-2 y T-4 Quintofinalista T-AS1                     | 25   | Lanzamiento de Jabalina | Azules | 1               | 4              | 2            | 1          | Semifinalista 16 - May - 2023 | 53.03%            |
| 7°            | Josué Menéndez Veracruz Cuartofinalista T-6                                                          | 32   | Lanzamiento de Jabalina | Rojos  | 3               | 0              | 0            | 2          | 16° Eliminado 12 - May - 2023 | 49%               |
| 8°            | Nataly Gutiérrez Guadalajara, Jalisco Semifinalista T-5 Participante T-AS1                           | 32   | Básquetbol              | Rojos  | 1               | 0              | 0            | 0          | 15° Eliminada 10 - May - 2023 | 50%               |
| 9°            | Marysol Cortés Guadalajara, Jalisco Participante T-3 Campeona T-5 Participante T-AS1                 | 26   | Fútbol                  | Azules | 1               | 1              | 0            | 2          | 14° Eliminada 07 - May - 2023 | 53.40%            |
| 10°           | Liliana Hernández Chihuahua Campeona T-6                                                             | 32   | Atletismo               | Azules | 1               | 0              | 1            | 0          | 13° Eliminada 30 - Abr - 2023 | 43.17%            |
| 11°           | Keno Martell Monterrey, Nuevo León Participante T-3 y T-4                                            | 28   | Fútbol Americano        | Azules | 0               | 0              | 0            | 0          | 12° Eliminado 23 - Abr - 2023 | 43.31%            |
| 12°           | Lino Muñoz Ciudad de México Participante T-2                                                         | 31   | Bádminton               | Rojos  | 1               | 0              | 0            | 0          | 11° Eliminado 16 - Abr - 2023 | 30.43%            |
| 13°           | Patricio "Pato" Araujo Manzanillo, Colima Finalista T-2 Campeón T-4 Sextofinalista T-AS1             | 34   | Fútbol                  | Rojos  | 0               | 0              | 0            | 0          | 10° Eliminado 12 - Abr - 2023 | 56.39%            |
| 14°           | Tzasna Carrasco Veracruz Cuartofinalista T-6                                                         | 32   | Jiu-jitsu brasileño     | Rojos  | 0               | 0              | 0            | 0          | 9° Eliminada 02 - Abr - 2023  | 33.66%            |
| 15°           | Melisa Ramos Guadalajara, Jalisco Cuartofinalista T-3                                                | 25   | Fútbol                  | Rojos  | 0               | 0              | 0            | 0          | 8° Eliminada 26 - Mar - 2023  | 40%               |
| 16°           | Valery Carranza Torreón, Coahuila Participante T-4                                                   | 27   | Futbol Bandera          | Azules | 0               | 2              | 1            | 0          | 7° Eliminada 22 - Mar - 2023  | 43.02%            |
| 17°           | Jazmin Hernández Guadalajara, Jalisco Semifinalista T-3 Participante T-4                             | 27   | Rugby                   | Rojos  | 1               | 0              | 0            | 0          | 6° Eliminada 19 - Mar - 2023  | 29.03%            |
| 18°           | Fogel Negrete Michoacán Finalista T-6                                                                | 22   | Atletismo               | Azules | 0               | 0              | 0            | 0          | 5° Eliminado 12 - Mar - 2023  | 36%               |
| 19°           | Omar "El Negro" Esparza Jalisco Participante T-6                                                     | 34   | Fútbol                  | Rojos  | 0               | 0              | 1            | 0          | 4° Eliminado 05 - Mar - 2023  | 39.02%            |
| 20°           | Valeria Payén Baja California Sur Finalista T-6                                                      | 25   | Karate                  | Rojos  | 0               | 0              | 0            | 0          | 3° Eliminada 26 - Feb - 2023  | 28.57%            |
| 21°           | Natali Brito Acapulco, Guerrero Semifinalista T-2 Participante T-4                                   | 32   | Velocista               | Azules | 0               | 0              | 0            | 0          | 2° Eliminada 19 - Feb - 2023  | 47.06%            |
| 22°           | Dan Noyola San Luis Potosí Participante T-2 Participante T-4                                         | 30   | Ciclismo                | Azules | 0               | 0              | 0            | 0          | 1° Eliminado 12 - Feb - 2023  | 16.67%            |

- En el capítulo 56, Patricio Araujo abandona la competencia por motivos personales.

### Séptima temporada (2023-24): La nueva era
Artículo Principal: La Nueva Era
- Gran Estreno: 6 de noviembre de 2023.
- Gran Final: 10 de marzo de 2024.

En esta edición regresan algunos participantes de las primeras 6 temporadas y 2 All Stars más nuevos aspirantes para integrarse a uno de los dos equipos.
| Lugar General | Nombre                                                                                           | Edad | Ocupación       | Equipo Original | Etapa Individual | Medallas                       | Resultado                        | Efectividad Final |
| ------------- | ------------------------------------------------------------------------------------------------ | ---- | --------------- | --------------- | ---------------- | ------------------------------ | -------------------------------- | ----------------- |
| 01°           | Patricio "Pato" Araujo Colima, Colima Famosos 2 Titanes 4 Rojos T-AS1 Rojos T-AS2                | 35   | Fútbol          | Rojos           | Exatlón México   | 4                              | Campeón 10 - Mar - 2024          | 58.29%            |
| 01°           | Mati Álvarez Puebla, Puebla Famosos 3 Titanes 4 Rojos T-AS1 Rojos T-AS2                          | 27   | Atletismo       | Rojos           | Exatlón México   | 6                              | Campeona 10 - Mar - 2024         | 80.64%            |
| 02°           | Andrés Fierro Chihuahua Contendientes 6 Azules T-AS2                                             | 22   | Parkour         | Azules          | Exatlón México   | 4+2(SM)                        | Subcampeón 10 - Mar - 2024       | 57.83%            |
| 02°           | Liliana Hernández Chihuahua Contendientes 6 Azules T-AS2                                         | 32   | Atletismo       | Azules          | Exatlón México   | 1                              | Subcampeona 10 - Mar - 2024      | 43.97%            |
| 03°           | Heliud Pulido Tuxpan, Veracruz Famosos 3 Titanes 4 Rojos T-AS1 Rojos T-AS2                       | 28   | Canotaje        | Rojos           | Exatlón México   | 2+1(SM)                        | Semifinalista 10 - Mar - 2024    | 55.86%            |
| 03°           | Paulette Gallardo Baja California                                                                | 31   | Fútbol          | Rojos           | Exatlón México   | 3                              | Semifinalista 10 - Mar - 2024    | 51.83%            |
| 04°           | Javier Márquez Guadalajara, Jalisco Contendientes 2 Héroes 4 Azules T-AS1                        | 32   | Funcional       | Azules          | Exatlón México   | 4                              | Cuarto Finalista 07 - Mar - 2024 | 54.77%            |
| 04°           | Andrea Medina Jalisco Contendientes 6                                                            | 30   | Baloncesto      | Azules          | Exatlón México   | 4                              | Cuarta Finalista 06 - Mar - 2024 | 49.67%            |
| 09°           | Daniel Corral Baja California Famosos 1                                                          | 33   | Gimnasia        | Rojos           |                  | 1                              | 18.º Eliminado 03 - Mar - 2024   | 49.22%            |
| 10°           | David Juárez Mérida, Yucatán Contendientes 3 Héroes 4 Conquistadores 5 Azules T-AS1 Azules T-AS2 | 26   | Gimnasia        | Azules          | 1                | 17.º Eliminado 25 - Feb - 2024 | 52.91%                           |                   |
| 11°           | Amancay "Macky" González Puebla, Puebla Contendientes 1 Conquistadores 5 Azules T-AS1            | 35   | Atletismo       | Azules          | 0                | 16.º Eliminada 18 - Feb - 2024 | 36.17%                           |                   |
| 12°           | Ana Lago Monterrey, Nuevo León Famosos 1 Titanes 4 Rojos T-AS1                                   | 28   | Gimnasia        | Rojos           | 0                | 15.º Eliminada 12 - Feb - 2024 | 45.93%                           |                   |
| 13°           | Javier Cortés Chihuahua                                                                          | 34   | Fútbol          | Azules          | 1                | 14.º Eliminado 4 - Feb - 2024  | 36.36%                           |                   |
| 14°           | Heber Gallegos Ojinaga, Chihuahua Famosos 3 Guardianes 5 Rojos T-AS1                             | 31   | Velocista       | Rojos           | 0                | 13.º Eliminado 28 - Ene - 2024 | 42.70%                           |                   |
| 15º           | Ilianovich “Nano” Chalo Maracay, Edo. Aragua Contendientes 1                                     | 41   | Artes marciales | Azules          | 0                | 12.º Eliminado 21 - Ene - 2024 | 13.33%                           |                   |
| 16°           | Gloria Murillo San Luis Potosí, San Luis Potosí Famosos 1 Titanes 4                              | 28   | Atletismo       | Rojos           | 0                | 11.º Eliminada 14 - Ene - 2024 | 12.00%                           |                   |
| 17º           | Lizli Patiño Nuevo León Monterrey Contendientes 6                                                | 26   | Waterpolo       | Azules          | 1                | 10° Eliminada 12 - Ene - 2024  | 35.00%                           |                   |
| 18°           | Edgar “Tepa” Solís Guadalajara Jalisco                                                           | 36   | Fútbol          | Rojos           | 0                | 9.º Eliminado 07 - Ene - 2024  | 32.35%                           |                   |
| 19°           | Daniela Reza Chihuahua, Chihuahua Guardianes 5                                                   | 23   | Futbol          | Rojos           | 0                | 8.º Eliminada 31 - Dic - 2023  | 28.00%                           |                   |
| 20°           | Diana Laura Núñez Coahuila                                                                       | 29   | Frontenis       | Rojos           | 0                | 7° Eliminada 20 - Dic - 2023   | 28.57%                           |                   |
| 21°           | Giovana Villegas Jalisco                                                                         | 27   | Soldado         | Azules          | 0                | 6.º Eliminada 17 - Dic - 2023  | 20.75%                           |                   |
| 22°           | Luis Alejandro “Jawy” Méndez Jalisco                                                             | 34   | MMA             | Azules          | 0                | 5.º Eliminado 10 - Dic - 2023  | 21.15%                           |                   |
| 23°           | Nataly Gutiérrez Guadalajara, Jalisco Guardianes 5 Rojos T-AS1 Rojos T-AS2                       | 30   | Baloncesto      | Rojos           | 0                | 4° Eliminada 08 - Dic - 2023   | 62.50%                           |                   |
| 24°           | Diego Balleza Monterrey, Nuevo León                                                              | 28   | Clavados        | Rojos           | 0                | 3.º Eliminado 03 - Dic - 2023  | 40.00%                           |                   |
| 25°           | Mireya Bianchi Jalisco                                                                           | 31   | Hockey          | Azules          | 0                | 2.º Eliminada 26 - Nov - 2023  | 27.27%                           |                   |
| 26°           | Ernesto Cázares Coatzacoalcos, Veracruz Contendientes 1 Héroes 4 Azules T-AS1                    | 24   | Parkour         | Azules          | 0                | 1.º Eliminado 19 - Nov - 2023  | 44.44%                           |                   |

• En el capítulo 19 David Juárez se integra como refuerzo al Equipo Azul.
• En el capítulo 25 Lizli Patiño se integra como refuerzo al Equipo Azul.
• En el capítulo 29 Nataly Gutiérrez abandona el Exatlón por motivos personales.
• En el capítulo 31 Heber Gallegos se integra como refuerzo al Equipo Rojo.
• En el capítulo 37 Daniela Reza se integra al Equipo Rojo como reemplazo de Nataly Gutiérrez.
• En el capítulo 39 Diana Laura Núñez abandona el Exatlón por lesión.
• En el capítulo 50 Ilianovich Nano se integra como refuerzo al Equipo Azul.
• En el capítulo 51 Gloria Murillo se integra como refuerzo al Equipo Rojo.
• En el capítulo 59 Lizli Patiño abandona el Exatlón por lesión.
• En el capitulo 90 Amancay "Macky" González abandona la competencia durante su duelo de eliminación contra Liliana.

### Octava temporada (2024-25): Rojos vs azules
- Estreno: 21 de octubre de 2024
- Gran Final: 23 de marzo de 2025

En esta temporada regresan 4 leyendas rojas y 6 azules, además de que ingresan a competencia nuevos atletas.
| Lugar General | Nombre                                       | Edad | Ocupación               | Equipo Original | Etapa Individual | Medallas  | Resultado                        | Efectividad final |
| ------------- | -------------------------------------------- | ---- | ----------------------- | --------------- | ---------------- | --------- | -------------------------------- | ----------------- |
| 01°           | Evelyn Guijarro Guadalajara, Jalisco         | 27   | Lanzamiento de Jabalina | Azules          |                  | 6         | Campeona 23 - Mar - 2025         | 69.40%            |
| 01°           | Mario "Mono" Osuna Guadalajara, Jalisco      | 36   | Ex Futbolista           | Rojos           |                  | 4         | Campeón 23 - Mar - 2025          | 63.61%            |
| 02°           | Ingrid Treviño Camargo, ,Chihuahua           | 29   | Basketball              | Rojos           |                  |           | Subcampeona 23 - Mar - 2025      | 41.88%            |
| 02°           | Enrique "Koke" Guerrero Culiacán, Sinaloa    | 27   | Porrista                | Azules          |                  | 6 + 2(SM) | Subcampeón 23 - Mar - 2025       | 54.89%            |
| 05°           | Heliud Pulido Tuxpan, Veracruz               | 29   | Canotaje                | Rojos           |                  | 2         | Semifinalista 21 - Mar - 2025    | 60.81%            |
| 06°           | Doris del Moral Villahermosa, Tabasco        | 29   | Patinaje                | Azules          |                  | 2         | Semifinalista 20 - Mar - 2025    | 56.56%            |
| 07°           | Christian Carrillo Culiacán, Sinaloa         | 26   | Parkour                 | Azules          |                  | 2         | Cuarto Finalista 19 - Mar - 2025 | 34.98%            |
| 08°           | Andrea Medina Lagos de Moreno, Jalisco       | 32   | Basketball              | Azules          |                  |           | Cuarta Finalista 18 - Mar - 2025 | 59.83%            |
| 09°           | Marysol Cortes Ciudad de México, México      | 25   | Futbol y Box            | Azules          |                  | 1 + 1(SM) | 24° Eliminado 16 - Mar - 2025    | 58.13%            |
| 10°           | Adrián Leo Nuevo León                        | 26   | Beisbol                 | Azules          |                  | 1         | 23° Eliminado 9 - Mar - 2025     | 36.21%            |
| 11°           | Nataly Gutiérrez Guadalajara ,Jalisco        | 30   | Basketball              | Rojos           |                  | 4         | 22° Eliminado 2 - Mar - 2025     | 41.56%            |
| 12°           | Humberto Noriega Tijuana, Baja California    | 32   | Futbol Bandera          | Rojos           |                  | 2         | 21° Eliminado 23 - Feb - 2025    | 61.70%            |
| 13°           | Irvin Villatoro Chihuahua, Chihuahua         | 28   | Karate y Modelaje       | Azules          |                  |           | 20° Eliminado 16 - Feb - 2025    | 22.36%            |
| 14°           | Jazmín Hernández Guadalajara, Jalisco        | 28   | Rugby                   | Rojos           |                  |           | 19° Eliminado 2 - Feb - 2025     | 32.30%            |
| 15°           | Patricio "Pato" Araujo Colima, Colima        | 36   | Ex Futbolista           | Rojos           |                  | 1         | 18° Eliminado 26 - Ene - 2025    | 66.02%            |
| 16°           | Sofía Arroyo Zamora, Michoacán               | 26   | Natación                | Rojos           |                  |           | 17° Eliminado 19 - Ene - 2025    | 31.64%            |
| 17°           | Emilio Rodríguez Cancún, Quintana Roo        | 29   | Crossfit                | Rojos           |                  |           | 16° Eliminado 12 - Ene - 2025    | 58.64%            |
| 18°           | Paulette Gallardo Tijuana, Baja California   | 32   | Futbol                  | Rojos           |                  | 1 + 1(SM) | 15° Eliminado 7 - Ene - 2025     | 61.36%            |
| 19°           | Carlos Armenta Ciudad Obregón, Sonora        | 34   | Lanzamiento de Jabalina | Azules          |                  |           | 14° Eliminado 5 - Ene - 2025     | 20.00%            |
| 20°           | Mariana Castro Ciudad Serdán, Puebla         | 27   | Lanzamiento de Jabalina | Azules          |                  |           | 13° Eliminado 29 - Dic - 2024    | 23.80%            |
| 21°           | Jade Díaz Nuevo León                         | 21   | Pentatlón               | Rojos           |                  |           | 12° Eliminado 22 - Dic - 2024    | 18.75%            |
| 22°           | Jorge Olivera                                | 30   | Fútbol Bandera          | Azules          |                  |           | 11° Eliminado 15 - Dic - 2024    | 30.83%            |
| 23°           | Ricardo Torres                               |      | Gimnasia                | Azules          |                  |           | 10° Eliminado 12 - Dic - 2024    | 0.00%             |
| 24°           | Samanta Rodriguez                            |      | Nado sincronizado       | Rojos           |                  |           | 9° Eliminado 8 - Dic - 2024      | 37.80%            |
| 25°           | Pascal Nadaud CDMX                           | 34   | Rugby                   | Azules          |                  |           | 8° Eliminado 1 - Dic - 2024      | 42.37%            |
| 26°           | Ana Lucila "Analu" Linaje Monclova, Coahuila |      | Charrería               | Azules          |                  |           | 7° Eliminado 24 - Nov - 2024     | 13.04%            |
| 27°           | Carolina "Caro" Tripp                        |      | Atlestismo              | Azules          |                  |           | 6° Eliminado 21 - Nov - 2024     | 07.14%            |
| 28°           | Eugenio "Keno" Martell Monterrey, NuevoLeón  | 29   | Fútbol americano        | Azules          |                  |           | 5° Eliminado 17 - Nov - 2024     | 30.18%            |
| 29°           | Paulina Menchaca Estado de México            | 23   | Atletismo               | Azules          |                  | 1         | 4° Eliminado 10 - Nov - 2024     | 35.71%            |
| 30°           | Kevin Berlín Veracruz, Veracruz              | 23   | Clavadista              | Azules          |                  |           | 3° Eliminado 3 - Nov - 2024      | 16.12%            |
| 31°           | Ramón Garrido Monterrey, Nuevo León          | 28   | Bádminton               | Rojos           |                  |           | 2° Eliminado 30 - Oct - 2024     | 37.50%            |
| 32°           | Fátima Rojas Estado de México                | 26   | Lucha Olímpica          | Azules          |                  |           | 1° Eliminado 27 - Oct - 2024     | 0.00%             |

•En el capítulo 7 AnaLu Linaje se integra como refuerzo al Equipo Azul.
•En el capítulo 9 Ramón Garrido abandona el Exatlón debido a una lesión.
•En el capítulo 13 Emilio Rodríguez se integra como reemplazo al Equipo Rojo por la salida de Ramón Garrido e Irvin Villatoro como refuerzo al equipo Azul.
•En el capítulo 19 Caro Tripp se integra como refuerzo al Equipo azul.
•En el capítulo 25 Christian Carrillo se integra como refuerzo al Equipo Azul.
•En el capítulo 29 Mariana Castro se integra al Equipo Azul al arrebatar el lugar de Caro Tripp.
•En el capítulo 31 Andrea Medina se integra como refuerzo al Equipo Azul.
•En el capítulo 37 Ricardo Torres se integra como refuerzo al Equipo Azul.
•En el capítulo 43 Jade Díaz se integra como refuerzo al Equipo Rojo.
•En el capítulo 46 Carlos Armenta ingresa al Equipo Azul al arrebatar el lugar de Ricardo Torres. 
•En el capítulo 49 Adrián Leo se integra como refuerzo al Equipo Azul. 
• En el capítulo 68 Paulette Gallardo abandona el Exatlón debido a una lesión.
•En el capítulo 69 Jazmín Hernández se integra como el último reemplazo de la temporada al Equipo Rojo por la salida de Paulette Gallardo.
|  | Eliminación común |  | Eliminación por lesión |  | Eliminación por Zona de Peligro |  | Abandono de la competencia |  | Semifinalista |  | Finalista |  | Campeón |

## Reacciones y críticas
Rumbo a la segunda temporada de Exatlón, la Comisión Nacional de Cultura Física y Deporte (CONADE) hizo público un comunicado en el cual señalaba que estaba prohibido que cualquier atleta participara en el programa debido al riesgo que implicaba para los participantes. En el comunicado también se señalaba que si se hacía caso omiso de la advertencia, los atletas podrían perder sus becas deportivas.
En diversas ocasiones la entonces directora de la CONADE, Ana Gabriela Guevara clasificó al programa como falso ya que no cuenta con las suficientes bases para considerarse deportivo.

### Incidente en Punta Cana
Como parte de la segunda temporada, y luego de que el equipo de Contendientes ganara el premio de los $10,000 dólares en el juego del gran tablero de Banco Azteca del programa 46, realizaron un viaje a Punta Cana, República Dominicana donde pasaron una día completo como parte del premio, sin embargo durante la noche de ese día, el avión de regreso en el que viajaban cuatro de los integrantes del equipo (Gonzalo Pons, Paola Vázquez, Isabel Delgado y Evelyn Guijarro) y seis integrantes de la producción sufrió una turbulencia derivada de una falla mecánica en donde el avión se precipitó por unos segundos y que provocó incluso que el avión girara 360°, "gracias al piloto que logró estabilizar el avión", explicó Antonio Rosique en el programa 49 de la temporada 2 (emitido el 18 de octubre de 2018), antes del duelo internacional ante la edición de Rumania, en el cuál se le dio descanso al equipo de Contendientes ante lo sucedido, destacando que "Todo el equipo de Contendientes pudo hablar con su familia. La seguridad es lo primordial para poder seguir en competencia", mencionando además que Gonzalo Pons sufrió una lesión menor en la nariz y el resto tuvo raspones y golpes. La emisión y el duelo se dedicó al equipo de contendientes.
Sin embargo, al final de la emisión del 18 de octubre, se confirmó en avances de la emisión 50 del 19 de octubre, que siete de los diez integrantes del equipo de Contendientes abandonarán la competencia; cinco abandonaron y dos fueron expulsados por comportamientos inadecuados ante lo sucedido y las emociones generadas por el incidente.